# HK Olimpija Kompas 1987/88
V sezoni 1987/88 je HK Olimpija Kompas osvojila naslov podprvaka v jugoslovanski ligi.

## Postava
- Trener:  Štefan Seme

| Vratarji | Vratarji                                        | Vratarji       | Vratarji    | Vratarji | Vratarji                    | Vratarji             |
| -------- | ----------------------------------------------- | -------------- | ----------- | -------- | --------------------------- | -------------------- |
| #        | Nar                                             | Igralec        | Boljša roka | Sez.     | Starost (rojstni dan)       | Kraj rojstva         |
|          | Socialistična federativna republika Jugoslavija | Zvonimir Bolta |             | 5        | 25 let (17. maj 1962)       | Ljubljana, Slovenija |
|          | Socialistična federativna republika Jugoslavija | Luka Simčič    | leva        | 1        | 17 let (16. september 1969) | Ljubljana, Slovenija |
|          | Socialistična federativna republika Jugoslavija | Martin Novak   | leva        | 2        | 17 let (27. januar 1970)    | Ljubljana, Slovenija |

| Branilci | Branilci                                        | Branilci        | Branilci    | Branilci | Branilci                  | Branilci             |
| -------- | ----------------------------------------------- | --------------- | ----------- | -------- | ------------------------- | -------------------- |
| #        | Nar                                             | Igralec         | Boljša roka | Sez.     | Starost (rojstni dan)     | Kraj rojstva         |
|          | Socialistična federativna republika Jugoslavija | Andrej Brodnik  | desna       | 3        | 17 let (4. maj 1970)      | Ljubljana, Slovenija |
|          | Socialistična federativna republika Jugoslavija | Vojko Lajovec   |             | 5        | 25 let (18. marec 1962)   | Ljubljana, Slovenija |
|          | Socialistična federativna republika Jugoslavija | Boris Pajič     |             | 2        | 24 let (24. junij 1963)   | Jesenice, Slovenija  |
|          | Socialistična federativna republika Jugoslavija | Borut Potočnik  | desna       | 1        | 18 let (7. avgust 1969)   | Kranj, Slovenija     |
|          | Sovjetska zveza                                 | Nikolaj Ladigin |             | 1        | 33 let (20. maj 1954)     | Rusija               |
|          | Socialistična federativna republika Jugoslavija | Bojan Zajc      | desna       | 4        | 21 let (7. november 1965) | Ljubljana, Slovenija |
|          | Socialistična federativna republika Jugoslavija | Tomaž Židan     |             | 1        |                           | Slovenija            |

| Napadalci | Napadalci                                       | Napadalci      | Napadalci | Napadalci   | Napadalci | Napadalci                 | Napadalci            |
| --------- | ----------------------------------------------- | -------------- | --------- | ----------- | --------- | ------------------------- | -------------------- |
| #         | Nar                                             | Igralec        | Položaj   | Boljša roka | Sez.      | Starost (rojstni dan)     | Kraj rojstva         |
|           | Socialistična federativna republika Jugoslavija | Marjan Gorenc  | F         | leva        | 2         | 23 let (27. februar 1964) | Ljubljana, Slovenija |
|           | Socialistična federativna republika Jugoslavija | Aleš Krajnc    | F         |             | 1         |                           | Slovenija            |
|           | Socialistična federativna republika Jugoslavija | Dejan Kontrec  | LW        | leva        | 3         | 17 let (23. januar 1970)  | Ljubljana, Slovenija |
|           | Češkoslovaška                                   | Miloš Kupec    | LW        |             | 1         | 35 let (22. februar 1955) | Češka                |
|           | Socialistična federativna republika Jugoslavija | Srdan Kuret    | F         |             | 2         | 29 let (20. maj 1958)     | Slovenija            |
|           | Socialistična federativna republika Jugoslavija | Aleš Lešnjak   | RW        |             | 1         | 18 let (1969)             | Ljubljana, Slovenija |
|           | Socialistična federativna republika Jugoslavija | Rok Rojšek     | LW        | leva        | 2         | 21 let (8. marec 1970)    | Celje, Slovenija     |
|           | Češkoslovaška                                   | Vladimír Veith | F         |             | 1         | 32 let (1954)             | Češka                |
|           | Socialistična federativna republika Jugoslavija | Tomaž Vnuk     | C         | desna       | 1         | 20 let (11. april 1970)   | Ljubljana, Slovenija |

## Tekmovanja

### Jugoslovanska liga
Uvrstitev: 2. mesto